# 공인내부감사사
공인내부감사사(Certified Internal Auditor)는 미국 IIA (내부감사인협회)에서 공인하는 내부감사인을 말한다.
내부감사인으로서는 국제적으로 유일하게 인증된 전문 자격증이다.
공인내부감사사는 기업의 내부감사 업무 뿐 만이 아니라 국제적인 환경변화에 대응한 내부감사, 통제, 기업투명성 확보, 위기관리 등의 중요업무를 담당한다.
현재 전 세계적으로 65,000여명의 공인내부감사사가 활동하고 있으며 미국의 엔론 사건 등 전 세계적으로 기업투명성 제고가 화두가 됨으로써, 인지도 및 권한이 강화되는 추세이다.